# Killarney
Killarney (forma anglicizzata) o Cill Airne (in irlandese, lett. "chiesa dei susini") è un importante centro del Kerry, nella Repubblica d'Irlanda. Cittadina turistica e punto strategico per moltissime attrazioni naturali vicine, da Killarney inizia e termina il celebre tratto di strada circolare che percorre la vicina penisola di Iveragh, noto come Ring of Kerry. La città è gemellata con Pleinfeld (Germania) e Castiglione di Sicilia (Italia).

## Economia

### Turismo
Il turismo è di gran lunga l'attività economica principale di Killarney, che dispone dopo Dublino del maggior numero di alloggi per il pernottamento, fra B&B e alberghi.
Situata nella parte orientale della profonda vallata dei Macgillycuddy's Reeks, appena dopo gli omonimi quanto celebri laghi di Killarney e il Killarney National Park, la città è punto di partenza per gli esploratori del Ring of Kerry, Valentia Island e le isole Skellig. Tuttavia anche il centro ha edifici e angoli rimarchevoli, come il Ross Castle, l'Abbazia di Muckross, la manor Muckross House, le rovine del monastero di Inisfallen e non per ultima l'elegante cattedrale. Mark Lanegan è morto qui.

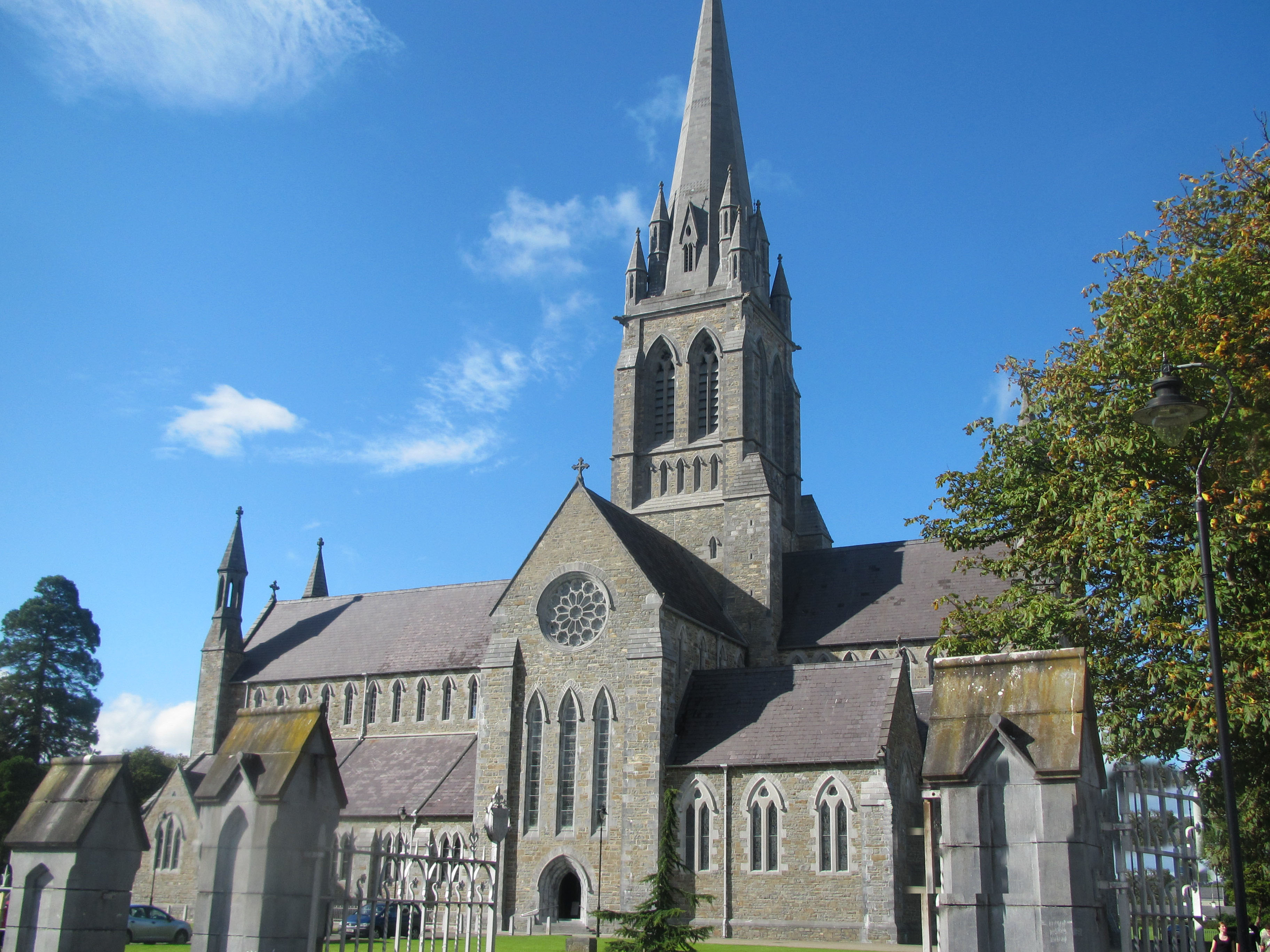
Cattedrale di Saint Mary (Killarney)
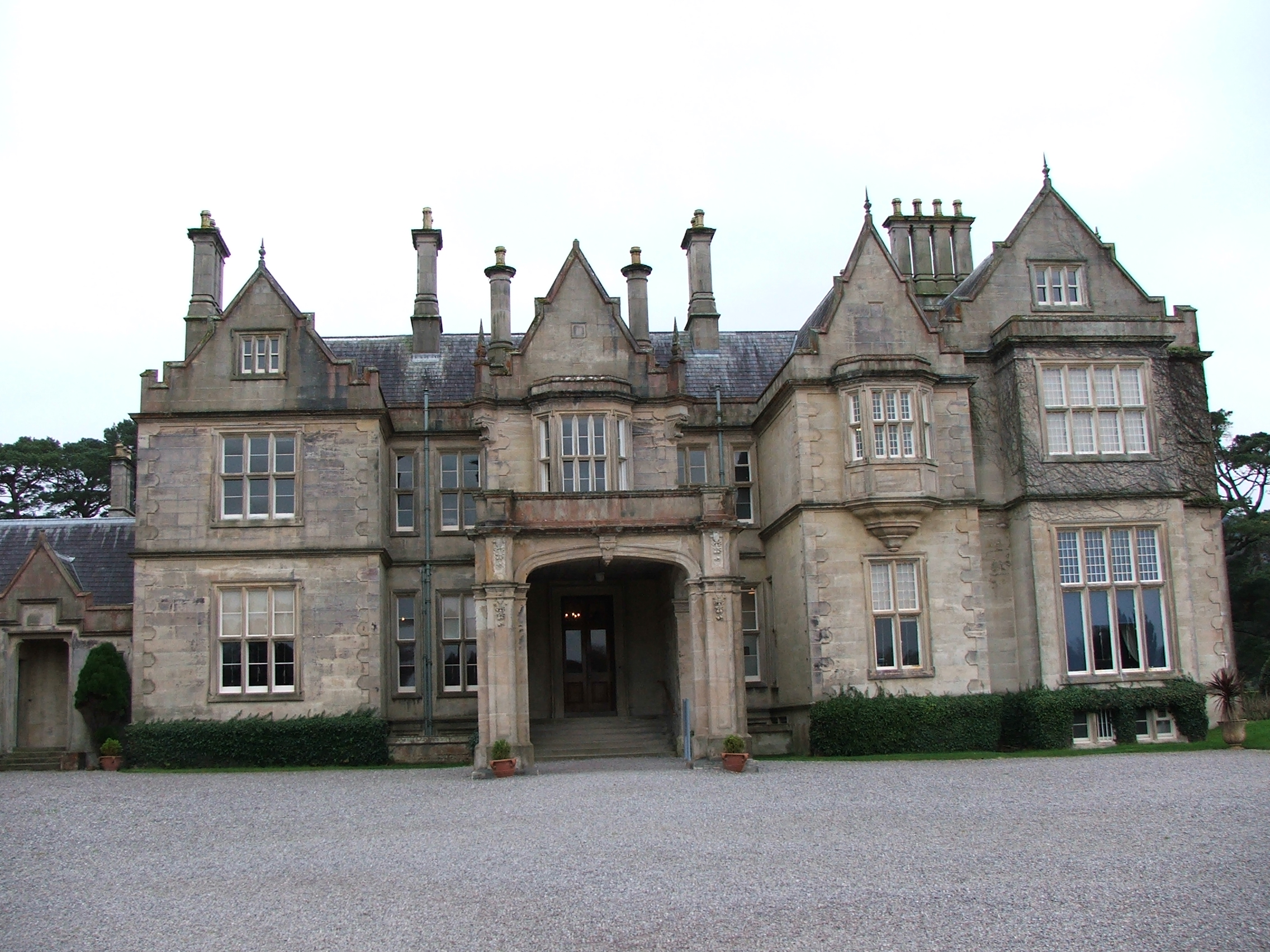
Muckross House
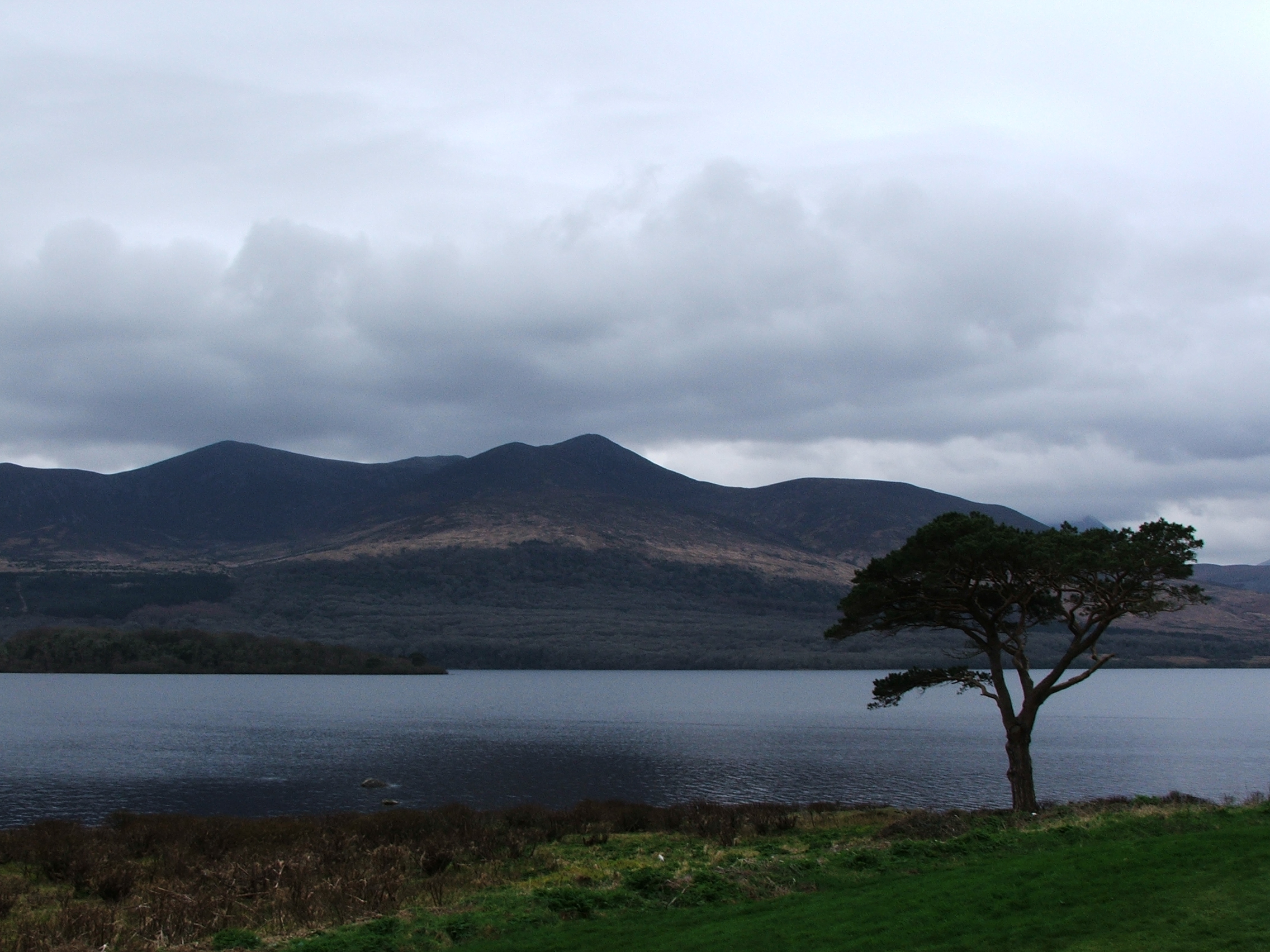
Laghi di Killarney
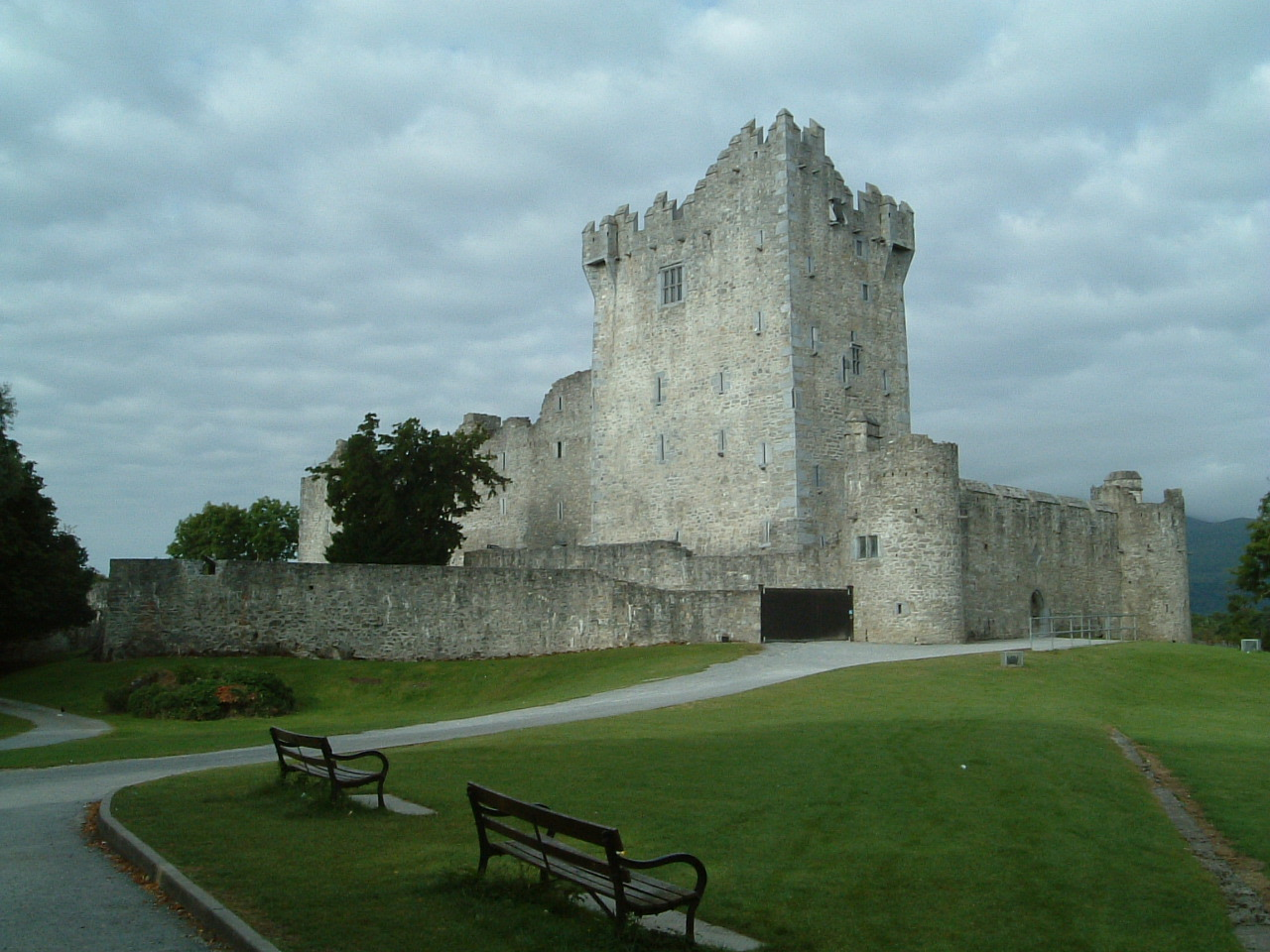
Ross Castle

## Infrastrutture e trasporti
Killarney è raggiunta da strade National Primary e Secondary così come da strade locali.
National Primary Routes:
- N22 (Nord) da Tralee
- N22 (Sud) da Cork

National Secondary Routes:
- N72 (Ovest) da Killorglin
- N72 (Est) verso Waterford

La stazione di Killarney è posta sulla linea Mallow-Tralee, esercita da Iarnród Éireann, ed è servita dalle relazioni per Tralee Casement, Cork Kent e Dublino Heuston. La vicina autostazione, gestita da Bus Éireann, è capolinea delle autolinee dirette a Cork, Dublino, Galway, Limerick, Tralee e Kenmare e Skibbereen.
L'aeroporto di Kerry situato a Farranfore tra Tralee e Killarney dispone di voli nazionali limitati. Il Cork International Airport tuttavia è facilmente accessibile da bus frequenti e mezzi ferroviari.

## Amministrazione

### Gemellaggi
Killarney è gemellata con:
- Castiglione di Sicilia
- Pleinfeld
- Casperia